# Hoplolabis spinula
Hoplolabis spinula là một loài ruồi trong họ Limoniidae. Chúng phân bố ở miền Cổ bắc.